# FC Pajtakor Tashkent
El Paxtakor Futbol Klubi es un club de fútbol ubicado en la ciudad de Taskent, Uzbekistán, y fue fundado en 1956. El club disputa sus partidos como local en el estadio Pakhtakor Markaziy y juega en la Liga de fútbol de Uzbekistán.
El Pajtakor fue el único club de Uzbekistán que jugó en la Primera División Soviética y fue el único club de Asia Central que alcanzó una final de la Copa Soviética. El club juega en la Liga de Uzbekistán desde 1992 y ha sido el motor indiscutible del fútbol nacional desde la caída de la Unión Soviética, ganando nueve títulos de la liga, incluyendo seis de ellos consecutivos entre 2002 y 2007, y once copas, lo que le convierte en el equipo más popular y laureado del país.
El nombre del club, Pajtakor, significa "recolectores de algodón", ya que Uzbekistán es uno de los mayores productores mundiales de algodón. Sus principales rivales son el Neftchi Ferghana, con quien disputa El Clásico uzbeko, y el recientemente fundado PFC Bunyodkor, rivalidad conocida como el derbi de Tashkent.

## Historia

### Fundación y primeros años
Es la potencia en Uzbekistán desde la caída de la Unión Soviética ganando los últimos 6 campeonatos de liga (haciendo un total de 8) y las últimas 7 ediciones de la Copa de Uzbekistán (haciendo un total de 9). Ha tenido grandes actuaciones en la Liga de Campeones de la AFC, consiguiendo llegar a las semifinales en las ediciones 2003 y 2004. Además, en 2007 lograron ganar la Copa de la CIS a FK Ventspils de Letonia en la tanda de penaltis (9-8), tras empatar 0-0 en el tiempo reglamentario, y quedaron subcampeones en 2008 tras caer derrotados 4-3 contra Khazar Lenkoran de Azerbaiyán.
Pajtakor ha sido el único equipo uzbeco en jugar en la extinta Primera División de la URSS y fue el único equipo de Asia Central en alcanzar la final de la Copa de la Unión Soviética, en la temporada 67/68, aunque perdió 1-0 contra Torpedo de Moscú.

### Período soviético
El día de su primer partido, 8 de abril de 1956, es considerado como el cumpleaños del club. Su primer partido lo jugaron contra un equipo de la ciudad de Perm (llamada Molotova por aquel entonces), Rusia. El primer gol de la historia de Pajtakor lo anotó Lazez Maksudov y aquel partido terminó en un solitario 1-0. Ya en 1959 logró ascender a la máxima categoría del fútbol soviético y en 1962 lograron quedar sextos. A mediados de la década de los 60, a caballo entre primera y segunda división, lograron alcanzar la final de Copa de la Unión Soviética perdiendo 1-0, como ya se dijo, ante Torpedo de Moscú. En 1972 volvieron a coronarse campeones de la Primera Liga Soviética y quedaron subcampeones de dicha categoría en tres ocasiones más, 1976, 1977 y 1990, aunque no lograron el ascenso.

### Accidente aéreo de 1979

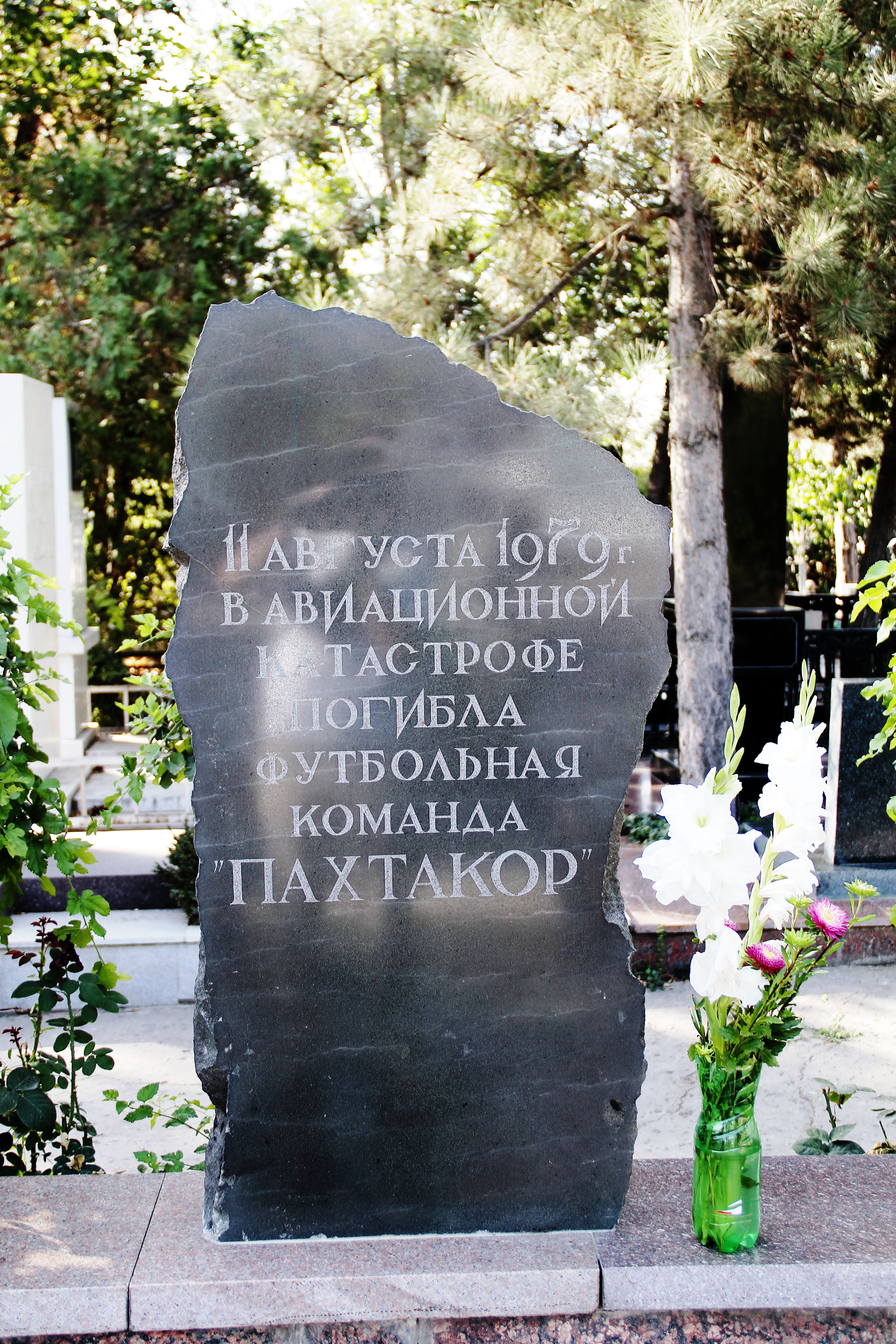
Memorial en honor a los fallecidos del Pajtakor.

El 11 de agosto de 1979 sucedió una tragedia que golpeó a Pajtakor y al fútbol soviético. Durante un vuelo a Minsk, Bielorrusia, para enfrentarse a FC Dinamo Minsk, el avión en el que viajaban los jugadores de Pajtakor colisionó con otro avión en Dniprodzerzhynsk, Ucrania. Las 178 personas que viajaban a bordo en ambos aparatos fallecieron, incluidos 17 jugadores del equipo.
Después de la fatal tragedia y liderados por su goleador Andrei Yakubik, Pajtakor Tashkent igualó otra vez su récord en la Primera División de la URSS en 1982, acabando en sexto lugar por delante de varias potencias del fútbol ruso y ucraniano como el Zenit San Petersburgo, el CSKA Moscú, y el FC Shakhtar Donetsk entre ellos.
El veterano delantero Andrei Yakubik regresó a Moscú para continuar su carrera en el fútbol y, con la partida de su gran delantero, el club luchó por evitar el descenso y, pese a ello, pasó seis años en la Primera Liga de la Unión Soviética, la segunda división. Aunque el descontento de sus seguidores creció, el resurgimiento del Pajtakor como potencia futbolística importante siguió rápidamente tras la disolución de la Unión Soviética.

### Independencia de Uzbekistán

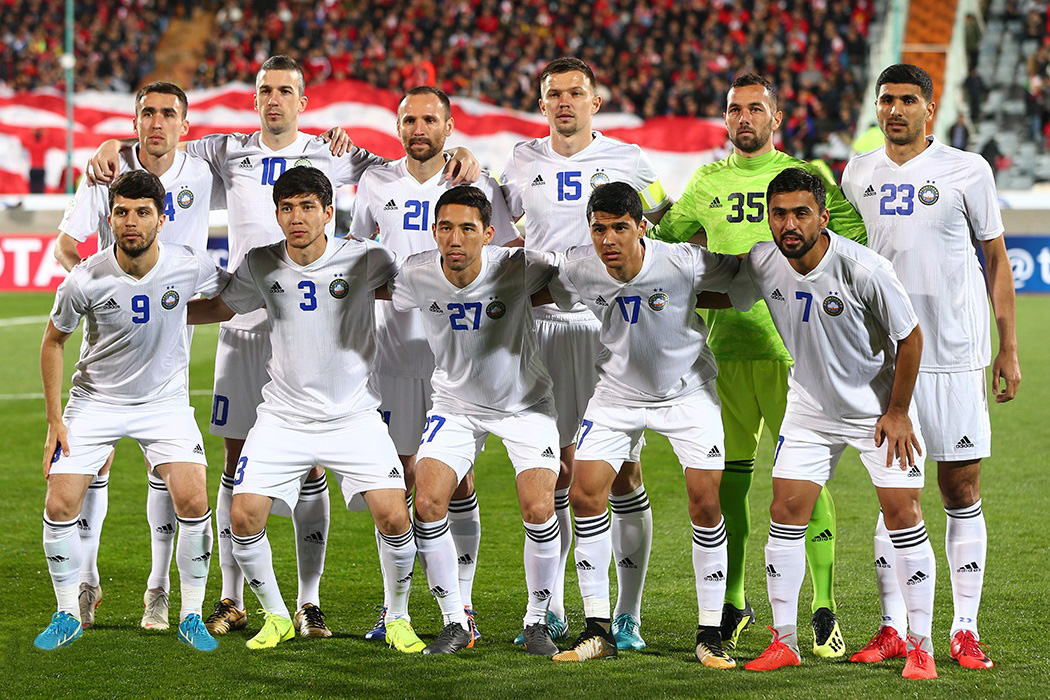
FC Pakhtakor en marzo de 2019.

Con el derrumbe de la Unión Soviética comenzó una nueva página en la historia del club en el fútbol uzbeko independiente. En 1992 el Pajtakor participó en la primera temporada de la historia de la Liga Uzbeka Oliy. Desde ese momento el FC Pajtakor se convirtió en el club más exitoso de Uzbekistán con ocho títulos de Liga y 10 Copas de Uzbekistán y, además, es el único equipo que ha participado en todas las temporadas de la Liga de Campeones de la AFC desde su inauguración en 2002.
La participación en la temporada de Liga de Campeones asiática de 2011 no fue exitosa. El 4 de mayo de 2011 en un partido contra el Al Nassr el Pajtakor perdió y puso final a la campaña asiática para el club en ese año. En este partido, y debido a que contaba con varios jugadores lesionados, el entrenador del Pajtakor, Ravshan Khaydarov, alineó a muchos jugadores del equipo juvenil y club hizo entró en la historia de Liga de Campeones de la AFC como el equipo más joven del torneo, con una edad promedio de 21,8 jugadores. La edad promedio de los jugadores del club para la temporada 2011 fue de 23,3 años.

## Uniforme
- Uniforme titular: Camiseta con rayas negras y amarillas, pantalón negro, medias negras.
- Uniforme alternativo: Camiseta blanca, pantalón amarillo, medias amarillas.

## Estadio

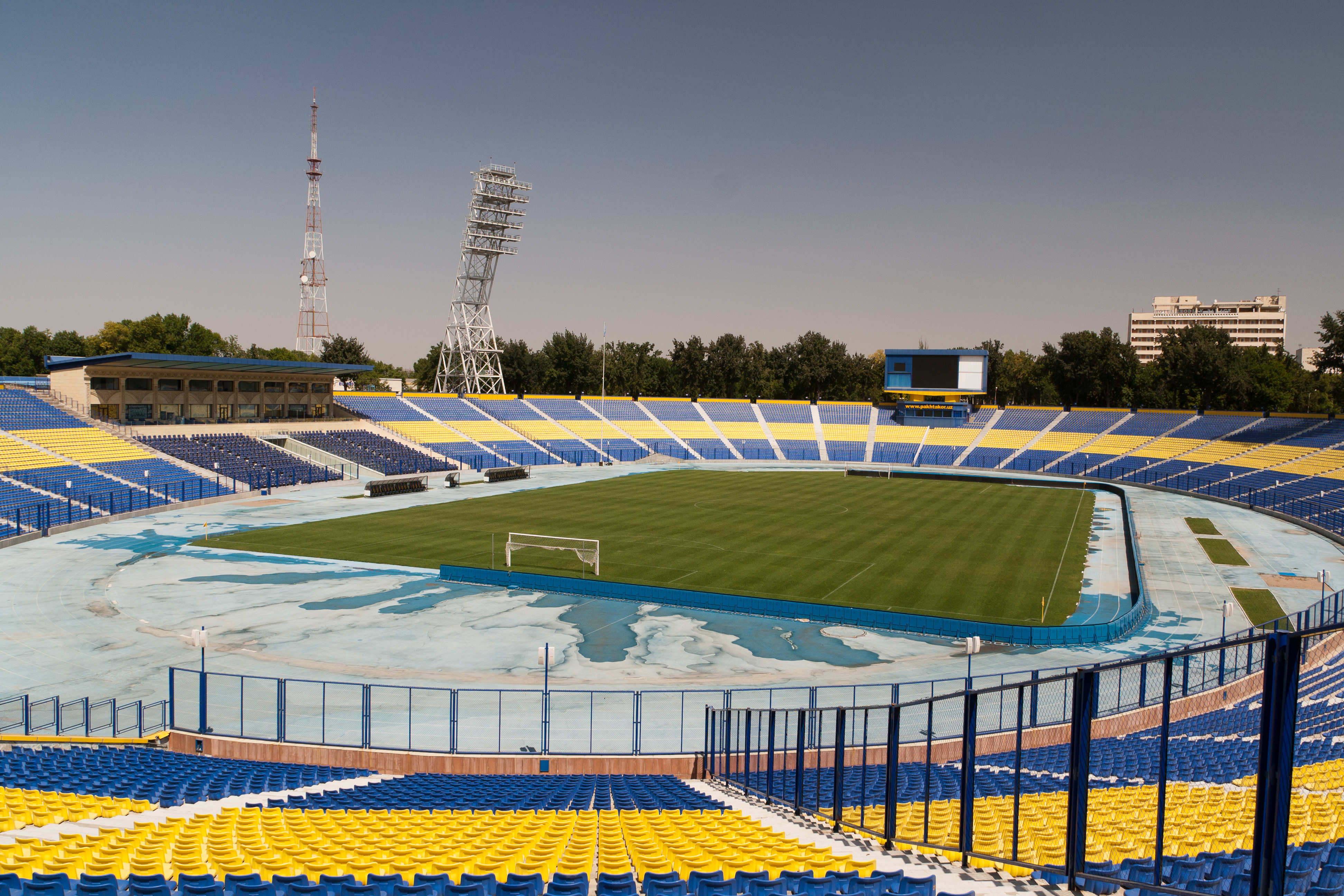
Pakhtakor Markaziy Stadium en Tashkent

El estadio Central Pakhtakor o Pajtakor Markaziy es un estadio multiusos ubicado en la ciudad de Taskent, Uzbekistán, inaugurado en 1956 y remodelado en 1996 y en 2008. Actualmente es utilizado principalmente para partidos de fútbol, donde el Pajtakor Tashkent FC hace de local, también tiene instalaciones de atletismo.

## Rivalidades
Una de las grandes rivalidades históricas del Pakhtakor fue la que mantuvo con el Kairat Almaty durante la época soviética, partido conocido popularmente como el Derbi de Asia Central (en ruso: Среднеазиатское дерби, Sredneaziatskoye derbi). Este enfrentamiento fue un evento deportivo muy importante para estos dos equipos, al que asistían necesariamente altos funcionarios. Era parte de una confrontación más amplia a todos los niveles que surgieron en la mitad del siglo XX, entre Kazajistán y Uzbekistán. Las dos repúblicas soviéticas dominaron la parte asiática de la Unión Soviética y las relaciones entre ellos era un elemento muy importante de la política de Moscú en Asia Central. De ello se desprende una clara jerarquía de la representación de las dos repúblicas en la nomenclatura del partido de la Unión Soviética: el líder de Kazajistán, por regla general, fue miembro del Buró Político del Comité Central del PCUS y el líder de Uzbekistán era un miembro candidato del Politburó.
Los equipos se enfrentaron por primera vez en 1938 en un partido por la Copa de la Unión Soviética, cuando en ese momento el nombre de ambos era Dynamo. Los kazajos ganaron 5-2. El primer derbi en el campeonato de liga de la Unión Soviética, en ese momento llamado "Clase A", tuvo lugar el 25 de septiembre de 1960, en Alma-Ata y el Kairat volvió a imponerse por un gol a cero. En total se enfrentaron entre sí en el campeonato soviético 60 veces, con 27 victorias para el Kairat y 20 para el Pakhtakor.

## Jugadores

### Plantilla 2025
Actualizado el 22 de mayo de 2025

### Jugadores destacados
| - Berador Abduraimov - Mikhail An - Alim Ashirov - Vladimir Fyodorov - Marat Kabayev - Nikolai Kulikov - Gennadi Krasnitsky - Vladimir Makarov - Yuri Pshenichnikov - Khoren Oganesian - Manuchar Machaidze - Vassilis Hatzipanagis - Valery Kechinov - Andrei Piatnitski - Andrei Yakubik - Aleksandr Yanovskiy - Gennadi Denisov - Mirjalol Qosimov - Igor Shkvyrin | - Sadriddin Abdullaev - Azamat Abduraimov - Odil Ahmedov - Andrey Akopyants - Asror Aliqulov - Stanislav Andreev - Oleg Belyakov - Pavel Bugalo - Server Djeparov - Alexander Geynrikh - Islom Inomov - Anzur Ismailov - Jafar Irismetov - Sherzod Karimov - Timur Kapadze - Farkhad Magametov - Shukhrat Maqsudov - Leonid Koshelev - Ignatiy Nesterov | - Anvar Soliev - Ilhom Suyunov - Zaynitdin Tadjiyev - Farhod Tojiyev - Mirjalol Qosimov - Dilshod Sharofetdinov - Nikolay Shirshov - Igor Shkvyrin - Sergey Lushan - Albert Tsarayev - Vladimir Shishelov - Nikolay Shirshov - Goçguly Goçgulyýew - Ulyqbek Asanbayev - Bojan Miladinović - Dušan Savić - Darko Marković - Uche Iheruome |

## Palmarés

### Torneos nacionales
- Liga de Uzbekistán (16):

1992, 1998, 2002, 2003, 2004, 2005, 2006, 2007, 2012, 2014, 2015, 2019, 2020, 2021, 2022, 2023.
- Copa de Uzbekistán (12):

1993, 1997, 2001, 2002, 2003, 2004, 2005, 2006, 2007, 2009, 2011, 2019

### Torneos internacionales
- Copa de la CIS (1): 2007
- IFA Shield (1): 1993

## Participación en competiciones de la AFC
| Competicion AFC | Competicion AFC         | Competicion AFC  | Competicion AFC        | Competicion AFC | Competicion AFC | Competicion AFC | Competicion AFC |
| Temporada       | Torneo                  | Ronda            | Club                   | Casa            | Visita          | Global          |                 |
| --------------- | ----------------------- | ---------------- | ---------------------- | --------------- | --------------- | --------------- | --------------- |
| 1994/95         | Asian Cup Winners' Cup  | Preliminar       | Ravshan Kulob          | 10–0            |                 |                 |                 |
| 1994/95         | Asian Cup Winners' Cup  | Preliminar       | Taraz                  | 0–3             |                 |                 |                 |
| 1994/95         | Asian Cup Winners' Cup  | Preliminar       | Alay-Osh-Pirim         | 5–1             |                 |                 |                 |
| 1994/95         | Asian Cup Winners' Cup  | Preliminar       | Merw                   | 4–0             |                 |                 |                 |
| 1998/99         | Asian Cup Winners' Cup  | 1                | Khujand                | 4–1             | 1–1             | 5–2             |                 |
| 1998/99         | Asian Cup Winners' Cup  | 2                | Nisa Aşgabat           | 6–0             | 0–5             | 6–5             |                 |
| 1998/99         | Asian Cup Winners' Cup  | 3                | Al-Ittihad             | 0–1             | 0–3             | 0–4             |                 |
| 1999/2000       | Asian Club Championship | 1                | Irtysh Pavlodar        | 5–2             | 0–7             | 5–9             |                 |
| 2001/02         | Asian Cup Winners' Cup  | 1                | SKA-PVO Bishkek        | 3–1             | 1–2             | 4–3             |                 |
| 2001/02         | Asian Cup Winners' Cup  | 2                | Regar-TadAZ Tursunzoda | 2–2             | 1–3             | 3–5             |                 |
| 2002/03         | AFC Champions League    | Fase de grupos   | Persepolis             | 1–0             | 1° Lugar        |                 |                 |
| 2002/03         | AFC Champions League    | Fase de grupos   | Al-Talaba              | 3–0             |                 |                 |                 |
| 2002/03         | AFC Champions League    | Fase de grupos   | Nisa Aşgabat           | 3–0             |                 |                 |                 |
| 2002/03         | AFC Champions League    | Semifinales      | BEC Tero Sasana        | 1–0             | 1–3             | 2–3             |                 |
| 2004            | AFC Champions League    | Fase de grupos   | Zob Ahan               | 2–0             | 0–1             | 1° Lugar        |                 |
| 2004            | AFC Champions League    | Fase de grupos   | Qatar                  | 1–0             | 0–0             |                 |                 |
| 2004            | AFC Champions League    | Fase de grupos   | Riffa                  | w/o             | w/o             |                 |                 |
| 2004            | AFC Champions League    | Cuartos de final | Al Wahda               | 4–0             | 1–1             | 5–1             |                 |
| 2004            | AFC Champions League    | Semifinales      | Seongnam               | 0–0             | 0–2             | 0–2             |                 |
| 2005            | AFC Champions League    | Fase de grupos   | Al-Ahli                | 2–1             | 0–3             | 2° Lugar        |                 |
| 2005            | AFC Champions League    | Fase de grupos   | Al-Zawra'a             | 1–2             | 0–1             |                 |                 |
| 2005            | AFC Champions League    | Fase de grupos   | Al-Jaish               | 4–1             | 2–0             |                 |                 |
| 2006            | AFC Champions League    | Fase de grupos   | Qadsia                 | 2–2             | 1–2             | 2° Lugar        |                 |
| 2006            | AFC Champions League    | Fase de grupos   | Foolad                 | 2–0             | 3–1             |                 |                 |
| 2006            | AFC Champions League    | Fase de grupos   | Al-Ittihad             | 2–0             | 1–2             |                 |                 |
| 2007            | AFC Champions League    | Fase de grupos   | Al-Hilal               | 0–2             | 0–2             | 2° Lugar        |                 |
| 2007            | AFC Champions League    | Fase de grupos   | Kuwait                 | 2–1             | 1–0             |                 |                 |
| 2007            | AFC Champions League    | Fase de grupos   | Esteghlal              | w/o             | w/o             |                 |                 |
| 2008            | AFC Champions League    | Fase de grupos   | Qadsia                 | 0–1             | 2–2             | 2° Lugar        |                 |
| 2008            | AFC Champions League    | Fase de grupos   | Erbil                  | 2–0             | 5–1             |                 |                 |
| 2008            | AFC Champions League    | Fase de grupos   | Al-Gharafa             | 2–0             | 2–2             |                 |                 |
| 2009            | AFC Champions League    | Fase de grupos   | Al-Hilal               | 1–1             | 0–2             | 2° Lugar        |                 |
| 2009            | AFC Champions League    | Fase de grupos   | Saba Qom               | 2–1             | 2–0             |                 |                 |
| 2009            | AFC Champions League    | Fase de grupos   | Al-Ahli                | 2–0             | 2–1             |                 |                 |
| 2009            | AFC Champions League    | Segunda Ronda    | Ettifaq                | 2–1             |                 |                 |                 |
| 2009            | AFC Champions League    | Cuartos de final | Al-Ittihad             | 1–1             | 0–4             | 1–5             |                 |
| 2010            | AFC Champions League    | Fase de grupos   | Al-Shabab              | 1–3             | 1–2             | 2° Lugar        |                 |
| 2010            | AFC Champions League    | Fase de grupos   | Sepahan                | 2–1             | 0–2             |                 |                 |
| 2010            | AFC Champions League    | Fase de grupos   | Al Ain                 | 3–2             | 1–0             |                 |                 |
| 2010            | AFC Champions League    | Segunda Ronda    | Al-Gharafa             | 0–1             |                 |                 |                 |
| 2011            | AFC Champions League    | Fase de grupos   | Al Sadd                | 1–1             | 1–2             | 4° Lugar        |                 |
| 2011            | AFC Champions League    | Fase de grupos   | Al-Nassr               | 2–2             | 0–4             |                 |                 |
| 2011            | AFC Champions League    | Fase de grupos   | Esteghlal              | 2–1             | 2–4             |                 |                 |
| 2012            | AFC Champions League    | Fase de grupos   | Al-Ittihad             | 1–2             | 0–4             | 3° Lugar        |                 |
| 2012            | AFC Champions League    | Fase de grupos   | Baniyas                | 1–1             | 0–2             |                 |                 |
| 2012            | AFC Champions League    | Fase de grupos   | Al-Arabi               | 3–1             | 1–0             |                 |                 |
| 2013            | AFC Champions League    | Fase de grupos   | Lekhwiya               | 2–2             | 1–3             | 4° Lugar        |                 |
| 2013            | AFC Champions League    | Fase de grupos   | Al Shabab              | 1–2             | 1–0             |                 |                 |
| 2013            | AFC Champions League    | Fase de grupos   | Ettifaq                | 1–0             | 0–2             |                 |                 |
| 2015            | AFC Champions League    | Fase de grupos   | Al Ain                 | 0–1             | 1–1             | 3° Lugar        |                 |
| 2015            | AFC Champions League    | Fase de grupos   | Naft Tehran            | 2–1             | 1–1             |                 |                 |
| 2015            | AFC Champions League    | Fase de grupos   | Al-Shabab              | 0–2             | 2–2             |                 |                 |
| 2016            | AFC Champions League    | Fase de grupos   | Al-Hilal               | 2–2             | 1–4             | 3° Lugar        |                 |
| 2016            | AFC Champions League    | Fase de grupos   | Tractor Sazi           | 1–0             | 0–2             |                 |                 |
| 2016            | AFC Champions League    | Fase de grupos   | Al Jazira              | 3–0             | 3–1             |                 |                 |
| 2018            | AFC Champions League    | Play-off         | Al-Gharafa             | 1–2             |                 |                 |                 |
| 2019            | AFC Champions League    | Preliminar 2     | Al-Quwa Al-Jawiya      | 2–1             |                 |                 |                 |
| 2019            | AFC Champions League    | Play-off         | Al-Nasr                | 2–1             | 2–1             | 2–1             |                 |
| 2019            | AFC Champions League    | Fase de grupos   | Persepolis             | 1–0             | 1–1             | 3° Lugar        |                 |
| 2019            | AFC Champions League    | Fase de grupos   | Al Ahli                | 1–0             | 1–2             |                 |                 |
| 2019            | AFC Champions League    | Fase de grupos   | Al Sadd                | 2–2             | 1–2             |                 |                 |
| 2020            | AFC Champions League    | Fase de grupos   | Shabab Al-Ahli         | 2–1             | 0–0             | 1° Lugar        |                 |
| 2020            | AFC Champions League    | Fase de grupos   | Shahr Khodro           | 3–0             | 1–0             |                 |                 |
| 2020            | AFC Champions League    | Fase de grupos   | Al-Hilal               | 0–0             | 1–2             |                 |                 |
| 2020            | AFC Champions League    | Segunda Ronda    | Esteghlal              | 2–1             |                 |                 |                 |
| 2020            | AFC Champions League    | Cuartos de final | Persepolis             | 0–2             |                 |                 |                 |
| 2021            | AFC Champions League    | Fase de grupos   | Tractor                | 3–3             | 0–0             | 3° Lugar        |                 |
| 2021            | AFC Champions League    | Fase de grupos   | Al-Quwa Al-Jawiya      | 1–0             | 0–0             |                 |                 |
| 2021            | AFC Champions League    | Fase de grupos   | Sharjah                | 1–1             | 1–4             |                 |                 |
| 2022            | AFC Champions League    | Fase de grupos   | Sepahan                | 1–3             | 1–2             | 4° Lugar        |                 |
| 2022            | AFC Champions League    | Fase de grupos   | Al-Duhail              | 0–3             | 2–3             |                 |                 |
| 2022            | AFC Champions League    | Fase de grupos   | Al-Taawoun             | 5–4             | 1–0             |                 |                 |

## Entrenadores
| Año     | Entrenador           |
| ------- | -------------------- |
| 1963    | Gavriil Kachalin     |
| 1964    | Aleksandr Abramov    |
| 1965–66 | Mikhail Yakushin     |
| 1967    | Boris Arkadiev       |
| 1968    | Yevgeny Eliseev      |
| 1969–70 | Mikhail Yakushin     |
| 1971    | Aleksandr Keller     |
| 1972–75 | Vyacheslav Solovyov  |
| 1975    | Gavriil Kachalin     |
| 1976    | Anatoli Bashashkin   |
| 1979    | Oleh Bazylevych      |
| 1980    | Sergey Mosagin       |
| 1981–85 | Ishtvan Sekech       |
| 1989    | Viktor Nosov         |
| 1990–91 | Fyodor Novikov       |
| 1992    | Aleksandr Tarkhanov  |
| 2001–02 | Sergey Butenko       |
| 2002    | Viktor Djalilov      |
| 2003–05 | Tachmurad Agamuradov |
| 2005    | Ravshan Khaydarov    |
| 2006    | Valeri Nepomniachi   |
| 2006–07 | Ravshan Khaydarov    |
| 2008–10 | Viktor Djalilov      |
| 2010    | Miodrag Radulović    |
| 2010–11 | Ravshan Khaydarov    |
| 2011    | Murod Ismailov       |
| 2011–12 | Dejan Đurđević       |
| 2012    | Murod Ismailov       |